# Liste des députés européens du Portugal de la 3e législature

Ceci est une liste des 24 membres du Parlement européen pour le Portugal de 1989 à 1994.

## Liste
| Nom                                 | Parti                                              | Groupe |
| ----------------------------------- | -------------------------------------------------- | ------ |
| Rui Amaral (en)                     | Parti social-démocrate                             | LDR    |
| António Capucho (en)                | Parti social-démocrate                             | LDR    |
| Vasco Garcia (en)                   | Parti social-démocrate                             | LDR    |
| António Joaquim Marques Mendes (en) | Parti social-démocrate                             | LDR    |
| José Mendes Bota (en)               | Parti social-démocrate                             | LDR    |
| Virgílio Pereira (en)               | Parti social-démocrate                             | LDR    |
| Carlos Pimenta (en)                 | Parti social-démocrate                             | LDR    |
| Manuel Porto (en)                   | Parti social-démocrate                             | LDR    |
| Margarida Salema Martins            | Parti social-démocrate                             | LDR    |
| Maria Belo                          | Parti socialiste                                   | SOC    |
| Pedro Manuel Canavarro (en)         | Parti socialiste                                   | SOC    |
| António Antero Coimbra Martins (en) | Parti socialiste                                   | SOC    |
| João Cravinho                       | Parti socialiste                                   | SOC    |
| Fernando Manuel dos Santos Gomes    | Parti socialiste                                   | SOC    |
| Artur da Cunha Oliveira (en)        | Parti socialiste                                   | SOC    |
| Luís Marinho (en)                   | Parti socialiste                                   | SOC    |
| José Manuel Torres Couto (en)       | Parti socialiste                                   | SOC    |
| José Barros Moura (en)              | Coalition démocratique unitaire                    | CG     |
| Carlos Carvalhas (en)               | Coalition démocratique unitaire (Parti communiste) | CG     |
| Joaquim Miranda (en)                | Coalition démocratique unitaire (Parti communiste) | CG     |
| Maria Amélia Santos                 | Coalition démocratique unitaire                    | CG     |
| Luis Filipe Pais Beirôco (en)       | Centre démocratique et social                      | PPE    |
| José Vicente Carvalho Cardoso (en)  | Centre démocratique et social                      | PPE    |
| José Ramón Caso Garcia (en)         | Centre démocratique et social                      | PPE    |